# Roi Leopold III, Baie
Roi Leopold III, Baie är en vik i Antarktis. Den ligger i Östantarktis. Norge gör anspråk på området.